# CIM-10 Capítol XII: Malalties de la pell i el teixit subcutani
| Capítol | Codis   | Títol |
| ------- | ------- | --- |
| I       | A00-B99 | Certes malalties infeccioses i parasitàries                                                                  |
| II      | C00-D48 | Neoplàsies                                                                                                   |
| III     | D50-D89 | Malalties de la sang i dels òrgans hematopoètics i altres trastorns que afecten el mecanisme de la immunitat |
| IV      | E00-E90 | Malalties endocrines, nutricionals i metabòliques                                                            |
| V       | F00-F99 | Trastorns mentals i del comportament                                                                         |
| VI      | G00-G99 | Malalties del sistema nerviós                                                                                |
| VII     | H00-H59 | Malalties de l'ull i els seus annexos                                                                        |
| VIII    | H60-H95 | Malalties de l'oïda i de l'apòfisi mastoide                                                                  |
| IX      | I00-I99 | Malalties del sistema circulatori                                                                            |
| X       | J00-J99 | Malalties del sistema respiratori                                                                            |
| XI      | K00-K93 | Malalties de l'aparell digestiu                                                                              |
| XII     | L00-L99 | Malalties de la pell i el teixit subcutani                                                                   |
| XIII    | M00-M99 | Malalties del sistema osteomuscular i del teixit connectiu                                                   |
| XIV     | N00-N99 | Malalties de l'aparell genitourinari                                                                         |
| XV      | O00-O99 | Embaràs, part i puerperi                                                                                     |
| XVI     | P00-P96 | Certes afeccions originades en el període perinatal                                                          |
| XVII    | Q00-Q99 | Malformacions congènites, deformitats i anomalies cromosòmiques                                              |
| XVIII   | R00-R99 | Símptomes, signes i troballes anormals clíniques i de laboratori, no classificats en un altre lloc           |
| XIX     | S00-T98 | Traumatismes, enverinaments i algunes altres conseqüències de causa externa                                  |
| XX      | V01-Y98 | Causes externes de morbiditat i de mortalitat                                                                |
| XXI     | Z00-Z99 | Factors que influeixen en l'estat de salut i contacte amb els serveis de salut                               |
| XXII    | O00-U99 | Codis per a situacions especials                                                                             |

La 10a Revisió de la Classificació Estadística Internacional de les Malalties i Problemes de Salut Relacionats (CIM-10) és una codificació de malalties, trastorns, signes, símptomes, troballes anormals, denúncies, circumstàncies socials i causes externes de lesions o malalties, segons la classificació de l'Organització Mundial de la Salut (OMS). Aquesta pàgina conté la llista de problemes del capítol XII de la CIM-10: Malalties de la pell i el teixit subcutani. 
- Sols apareixen els problemes codificats amb la lletra del capítol i dos dígits (per exemple A00), amb tres dígits (separada l'últim dígit per un punt, per exemple A04.0), i rarament amb quatre dígits.
- S'han exclòs els problemes de més de dos dígits que fan referència a "altres" problemes especificats (però no definits) o a problemes no especificats; aquests dos casos corresponen, respectivament, als dígits finals 8 i 9.
- També s'han exclòs els problemes de més de dos dígits que no aporten problemes de salut "diferents" dels de l'enunciat principal i que sols modifiquen "qualitativament" el problema de salut al qual fan referència. Per exemple: A00 és el codi pel còlera, però no s'han presentat els codis A00.1 i A00.2 que diferencien el còlera segons dos tipus de bacteri que el provoquen.

## L00-L08 - Infeccions de la pell i el teixit subcutani
- (L00) Síndrome estafilocòccica de la pell escaldada
- (L01) Impetigen
- (L02) Abscés i furóncol cutanis
- (L03) Cel·lulitis
- (L04) Limfadenitis aguda
- (L05) Quist pilonidal
- (L08) Altres infeccions locals de la pell i el teixit subcutani
  - (L08.0) Piodèrmia
  - (L08.1) Eritrasma

## L10-L14 - Trastorns ampul·lars
- (L10) Pèmfig
- (L11) Altres trastorns acantolítics
  - (L11.0) Queratosi fol·licular adquirida
  - (L11.1) Dermatosi acantolítica transitòria [Grover]
- (L12) Pemfigoide
- (L13) Altres trastorns ampul·lars
  - (L13.0) Dermatitis herpetiforme
  - (L13.1) Dermatitis pustulosa subcorneal
- (L14) Trastorns ampul·lars en malalties classificades en un altre lloc

## L20-L30 - Dermatitis i èczema
- (L20) Dermatitis atòpica
- (L21) Dermatitis seborreica
- (L22) Dermatitis dels bolquers
- (L23) Dermatitis al·lèrgica de contacte
- (L24) Dermatitis irritativa de contacte
- (L25) Dermatitis de contacte no especificada
- (L26) Dermatitis exfoliativa
- (L27) Dermatitis provocada per substàncies ingerides
- (L28) Liquen simple crònic i prurigen
- (L29) Pruïja
- (L30) Altres dermatitis
  - (L30.0) Dermatitis nummular
  - (L30.1) Dishidrosi [pomfòlix]
  - (L30.2) Autosensibilització cutània
  - (L30.3) Dermatitis infecciosa
  - (L30.4) Eritema intertriginós
  - (L30.5) Pitiriasi alba

## L40-L45 - Trastorns papuloscatosos
- (L40) Psoriasi
- (L41) Parapsoriasi
- (L42) Pitiriasi rosada
- (L43) Liquen pla
- (L44) Altres trastorns papuloescatosos
  - (L44.0) Pitiriasi rubra pilar
  - (L44.1) Liquen nítid
  - (L44.2) Liquen estriat
  - (L44.3) Liquen roig moniliforme
  - (L44.4) Acrodermatitis papulosa infantil [Giannotti-Crosti]
- (L45) Trastorns papuloescatosos en malalties classificades en un altre lloc
- (L50) Urticària
- (L51) Eritema multiforme
- (L52) Eritema nodós
- (L53) Altres afeccions eritematoses
  - (L53.0) Eritema tòxic
  - (L53.1) Eritema anular centrífug
  - (L53.2) Eritema marginat
  - (L53.3) Altres eritemes figurats crònics
  - (L53.8) Altres afeccions eritematoses especificades
  - (L53.9) Afecció eritematosa no especificada
- (L54) Eritema en malalties classificades en un altre lloc

## L55-L59 - Trastorns de la pell i el teixit subcutani relacionats amb la radiació
- (L55) Cremada solar
- (L56) Altres canvis a la pell aguts provocats per radiació ultraviolada
  - (L56.0) Resposta fototòxica a fàrmacs
  - (L56.1) Resposta fotoal·lèrgica a fàrmacs
  - (L56.2) Dermatitis per fotocontacte [dermatitis berloque]
  - (L56.3) Urticària solar
  - (L56.4) Erupció polimorfa lumínica
- (L57) Canvis a la pell provocats per exposició crònica a radiació no ionitzant
  - (L57.0) Queratosi actínica
  - (L57.1) Reticuloide actínic
  - (L57.2) Cutis romboïdal de la nuca
  - (L57.3) Pecilodèrmia de Civatte
  - (L57.4) Cutis lax senil
  - (L57.5) Granuloma actínic
- (L58) Radiodermatitis
- (L59) Altres trastorns de la pell i el teixit subcutani relacionats amb la radiació
  - (L59.0) Eritema ab igne [dermatitis ab igne]

## L60-L75 - Trastorns d'apèndixs cutanis
- (L60) Trastorns de les ungles
  - (L60.0) Ungla encarnada
  - (L60.1) Onicòlisi
  - (L60.2) Onicogrifosi
  - (L60.3) Distròfia de l'ungla
  - (L60.4) Línies de Beau
  - (L60.5) Síndrome de les ungles grogues
- (L62) Trastorns de les ungles en malalties classificades en un altre lloc
  - (L62.0) Paquidermoperiostosi d'ungla de vidre de rellotge (M89.4†)
- (L63) Alopècia areata
- (L64) Alopècia androgènica
- (L65) Altres tipus de caiguda de cabells o pèls no cicatricial
  - (L65.0) Efluvi telogènic
  - (L65.1) Efluvi anagènic
  - (L65.2) Alopècia mucinosa
- (L66) Alopècia cicatricial [caiguda de cabells o pèls cicatricial]
  - (L66.0) Pseudopelada
  - (L66.1) Liquen planopilar
  - (L66.2) Fol·liculitis decalvant
  - (L66.3) Perifol·liculitis capitis abscedens
  - (L66.4) Fol·liculitis uleritematosa reticulada
- (L67) Anomalies del color i la tija dels cabells i els pèls
  - (L67.0) Tricorrexi nodosa
  - (L67.1) Variacions del color dels cabells i els pèls
- (L68) Hipertricosi
  - (L68.0) Hirsutisme
  - (L68.1) Hipertricosi lanuginosa adquirida
  - (L68.2) Hipertricosi localitzada
  - (L68.3) Politríquia
- (L70) Acne
- (L71) Rosàcia
- (L72) Quists fol·liculars de la pell i el teixit subcutani
  - (L72.0) Quist epidèrmic
  - (L72.1) Quist triquilemmal
  - (L72.2) Esteatocistoma múltiple
- (L73) Altres trastorns fol·liculars
  - (L73.0) Acne queloïdal
  - (L73.1) Pseudofol·liculitis de la barba
  - (L73.2) Hidroadenitis supurativa
- (L74) Trastorns de les glàndules sudorípares eccrines
  - (L74.0) Miliària rubra
  - (L74.1) Miliària cristal·lina
  - (L74.2) Miliària profunda
  - (L74.3) Miliària no especificada
  - (L74.4) Anhidrosi
- (L75) Trastorns de les glàndules sudorípares apocrines
  - (L75.0) Bromohidrosi
  - (L75.1) Cromhidrosi
  - (L75.2) Miliària apocrina

## L80-L99 - Altres trastorns de la pell i el teixit subcutani
- (L80) Vitiligen
- (L81) Altres trastorns de la pigmentació
  - (L81.0) Hiperpigmentació postinflamatòria
  - (L81.1) Cloasma
  - (L81.2) Pigues
  - (L81.3) Taques de cafè amb llet
  - (L81.4) Altres hiperpigmentacions melàniques
  - (L81.5) Leucodèrmia no classificada a cap altre lloc
  - (L81.6) Altres trastorns de disminució de la formació de melanina
  - (L81.7) Dermatosi purpúrica pigmentada
- (L82) Queratosi seborreica
- (L83) Acantosi nigricant
- (L84) Durícies i callositats
- (L85) Altres engruiximents epidèrmics
  - (L85.0) Ictiosi adquirida
  - (L85.1) Queratosi (queratodèrmia) palmoplantar adquirida
  - (L85.2) Queratosi puntejada (palmoplantar)
  - (L85.3) Xerosi del cutis
- (L86) Queratodèrmia en malalties classificades en un altre lloc
- (L87) Trastorns de l'eliminació transepidèrmica
  - (L87.0) Queratosi fol·licular i parafol·licular penetrant del cutis [Kyrle]
  - (L87.1) Col·lagenosi reactiva perforant
  - (L87.2) Elastosi perforant serpiginosa
- (L88) Piodèrmia gangrenosa
- (L89) Úlcera de decúbit
- (L90) Trastorns atròfics de la pell
  - (L90.0) Liquen esclerós i atròfic
  - (L90.1) Anetodèrmia de Schweninger-Buzzi
  - (L90.2) Anetodèrmia de Jadassohn-Pellizzari
  - (L90.3) Atrofodèrmia de Pasini i Pierini
  - (L90.4) Acrodermatitis atròfica crònica
  - (L90.5) Cicatrius i fibrosi de la pell
  - (L90.6) Estries atròfiques
- (L91) Trastorns hipertròfics de la pell
  - (L91.0) Cicatriu queloïdal
- (L92) Trastorns granulomatosos de la pell i el teixit subcutani
  - (L92.0) Granuloma anular
  - (L92.1) Necrobiosi lipoïdal no classificada a cap altre lloc
  - (L92.2) Granuloma facial [granuloma eosinofílic de la pell]
  - (L92.3) Granuloma de cos estrany de la pell i el teixit subcutani
- (L93) Lupus eritematós
- (L94) Altres trastorns localitzats del teixit connectiu
  - (L94.0) Esclerodèrmia localitzada [morfea]
  - (L94.1) Esclerodèrmia lineal
  - (L94.2) Calcinosi cutània
  - (L94.3) Esclerodactília
  - (L94.4) Pàpules de Gottron
  - (L94.5) Pecilodèrmia vascular atròfica
  - (L94.6) Ainhum
- (L95) Vasculitis limitada a la pell no classificada a cap altre lloc
  - (L95.0) Vasculitis livedoide
  - (L95.1) Eritema elevat diüturn
- (L97) Úlcera d'extremitat inferior no classificada a cap altre lloc
- (L98) Altres trastorns de la pell i el teixit subcutani no classificats a cap altre lloc
  - (L98.0) Granuloma piogen
  - (L98.1) Dermatitis factícia
  - (L98.2) Dermatosi neutrofílica febril [Sweet]
  - (L98.3) Cel·lulitis eosinofílica [Wells]
  - (L98.4) Úlcera crònica de la pell no classificada a cap altre lloc
  - (L98.5) Mucinosi cutània
  - (L98.6) Altres trastorns infiltratius de la pell i el teixit subcutani
- (L99) Altres trastorns de la pell i el teixit subcutani en malalties classificades en un altre lloc